# Zenillia cuprescens
Zenillia cuprescens là một loài ruồi trong họ Tachinidae.